# Mis en cause (droit français)
Pour les articles homonymes, voir Mis en cause.
En droit français, mis en cause (MEC) est le terme générique désignant toute personne soupçonnée d'avoir participé à la commission d'une infraction, sans, toutefois, être déjà mise en examen. Il peut s'agir de la personne visée dans une plainte avec constitution de partie civile, ou simplement mise en cause par le plaignant.
Dans tous les cas, elle peut demander à être entendue en qualité de témoin assisté.